# 柯蒂斯·史蒂文斯
柯蒂斯·史蒂文斯（英語：Curtis Stevens，1898年6月1日—1979年5月15日），美国男子雪车运动员。他曾代表美国参加1932年冬季奥林匹克运动会雪车比赛，联同休伯特·史蒂文斯获得男子双人金牌。